# Tutto Modugno
Tutto Modugno è una serie di sei album di Domenico Modugno, pubblicati per la RCA Italiana nel 1972.

## Il disco
Dopo la pubblicazione dell'album Con l'affetto della memoria, in cui riscopre le sue radici musicali nel folk del sud Italia, Modugno effettua progetto ambizioso: la realizzazione di quella che deve essere un'antologia delle canzoni migliori e delle più note incise in quasi vent'anni di attività, da raccogliere in una collezione di sei dischi, intitolata Tutto Modugno.
Poiché, ovviamente, moltissime canzoni sono state pubblicate da altre case discografiche (la Fonit e la Curci), vi è la necessità di reinciderle, e per far ciò il cantautore contatta il celebre chitarrista pugliese Silvano Chimenti, negli anni sessanta solista con i The Planets e inventore dell'arpeggio di Un mondo d'amore di Gianni Morandi, in quel periodo impegnato con le registrazioni dell'album Questo piccolo grande amore di Claudio Baglioni.
I 6 LP sono registrati allo studio C della RCA Italiana ed il tecnico del suono è Enzo Martella.
Vengono anche reincise le canzoni dell'RCA Italiana degli anni cinquanta, per modernizzare le sonorità, mentre di quelle dal 1968 in poi vengono riutilizzate le matrici originali.
Il progetto è senza dubbio interessante, ed il risultato consente al cantautore pugliese di fare il punto sulla sua carriera fino a quel momento.
Le copertine dei dischi hanno una foto di Modugno al centro verso destra, con i titoli di ogni album sotto la foto, per ogni disco cambia lo sfondo. I sei volumi sono stati tutti ristampati in CD nel 1999. Di seguito si riportano le tracce dei sei dischi, e la provenienza delle registrazioni; dove non indicato, l'autore del testo e della musica è Domenico Modugno.
Alcuni titoli delle canzoni vengono cambiati: Vecchio frack è qui mutato in L'uomo in frack, Frasulinu diventa Lu Frasulinu, Musciu niuru è tradotto in Gatto nero, Cavaddu cecu de la minera è tradotto in Il cavallo cieco della miniera, mentre Lu pisce spada diventa U pisci spada; inoltre la vecchia canzone Lu grillu innammuratu ispira il testo di Lu grillu e la luna
Si può tranquillamente considerare un precursore degli album denominati 'unplugged' data la presenza delle sole voce e chitarra su tutti i sei album.

## Tracce

### Disco 1 (sfondo marrone)
LATO A
1. Tamburo della guerra 3'16" (registrazione da Con l'affetto della memoria, 1971)
2. Strada 'nfosa 2'38" (nuova registrazione)
3. Musetto 1'52" (nuova registrazione)
4. Magaria 2'40" (registrazione da Domenico Modugno, 1970)
5. L'avventura 2'00" (nuova registrazione)
6. Notte di luna calante 2'19" (nuova registrazione)

LATO B
1. Come stai 3'53" (testo di Riccardo Pazzaglia, musica di Domenico Modugno; registrazione dal 45 giri Come stai/Questa è la facciata B, 1971)
2. L'uomo in frack 4'13" (nuova registrazione)
3. U pisci spada 3'18" (registrazione da Con l'affetto della memoria, 1971)
4. La donna riccia 1'38" (nuova registrazione)
5. Scarcagnulu 1'35" (registrazione da Domenico Modugno, 1970)
6. Resta cu mme 2'00" (nuova registrazione) (testo di Dino Verde, musica di Domenico Modugno; nuova registrazione)

### Disco 2 (sfondo verde)
LATO A
1. La lontananza 4'22" (testo di Domenico Modugno e Enrica Bonaccorti, musica di Domenico Modugno; registrazione dal 45 giri La lontananza/Ti amo, amo te, 1970))
2. Salinaru 2'13" (registrazione da Con l'affetto della memoria, 1971)
3. La cicoria 2'02" (nuova registrazione)
4. Lu grillu e la luna 2'30" da lp domenico modugno rca 1970
5. Mariti in città 2'01" (nuova registrazione)
6. Sole malato 2'12" (testo di Riccardo Pazzaglia, musica di Domenico Modugno) (nuova registrazione)

LATO B
1. Lu Frasulinu 3'50" (registrazione da Con l'affetto della memoria, 1971)
2. Nel blu dipinto di blu 1'53" (testo di Domenico Modugno e Franco Migliacci, musica di Domenico Modugno) (nuova registrazione)
3. Selene 1'57" (nuova registrazione)
4. Vendemmia giorno e notte 5'41" (registrazione da Con l'affetto della memoria, 1971)
5. Lazzarella 2'44" (testo di Riccardo Pazzaglia, musica di Domenico Modugno; nuova registrazione)
6. Io 1'25" (testo di Franco Migliacci, musica di Domenico Modugno; nuova registrazione)

### Disco 3 (sfondo giallo)
LATO A
1. Un calcio alla città 4'03" (testo di Mario Castellacci e Riccardo Pazzaglia, musica di Domenico Modugno; registrazione dal 45 giri Un calcio alla città/Lu brigante, 1972)
2. La Cia 2'32" (registrazione da Con l'affetto della memoria, 1971)
3. Pasqualino Maraja 2'42" (testo di Domenico Modugno e Franco Migliacci, musica di Domenico Modugno) (nuova registrazione)
4. Non sia mai 3'24" (testo di Mario Castellacci e Domenico Modugno, musica di Domenico Modugno; registrazione dal 45 giri Meraviglioso/Non sia mai, 1968))
5. Farfalle 1'37" (testo di Franco Migliacci, musica di Domenico Modugno) (nuova registrazione)
6. Un pagliaccio in paradiso 3'16" (nuova registrazione)

LATO B
1. La gabbia 3'23" (testo di Riccardo Pazzaglia, musica di Domenico Modugno; registrazione dal 45 giri La gabbia/Dove, come e quando, 1970)
2. Stasera pago io 2'58" (nuova registrazione)
3. Gatto nero 2'08" (nuova registrazione)
4. Ti amo, amo te 3'01" (testo di Mogol, musica di Elio Isola e Domenico Modugno; registrazione dal 45 giri La lontananza/Ti amo, amo te, 1970)
5. Tambureddu  2'00"  (nuova registrazione)
6. Sogno di mezza estate  2'23"  (nuova registrazione)

### Disco 4 (sfondo arancione)
LATO A
1. Come hai fatto  4'15" nuova registrazione differente nel finale da quella del 69
2. Piove (ciao ciao bambina)  2'24"  (registrazione dall'LP Domenico Modugno)
3. Amaro fiore mio  2'31"  (testo di Iaia Fiastri, musica di Domenico Modugno; registrazione dal 45 giri Tuta blu/Amaro fiore mio, 1971)
4. Lettera di un soldato  3'24"  (testo di Domenico Modugno, musica di Bruno Zambrini; (nuova registrazione)
5. 'O ccafé 2'26"  (testo di Riccardo Pazzaglia, musica di Domenico Modugno; nuova registrazione)
6. Tuta blu 3'31"  (testo di Franca Evangelisti, musica di Domenico Modugno; registrazione dal 45 giri Tuta blu/Amaro fiore mio, 1971)

LATO B
1. Lu minaturi  3'00"  (registrazione dal 45 giri Ricordando con tenerezza/Il minatore, 1969)
2. Mafia  1'59"  (testo di Riccardo Pazzaglia, musica di Domenico Modugno; nuova registrazione)
3. Scioscia popolo  3'58"  (testo di Eduardo De Filippo, musica di Domenico Modugno; registrazione da Con l'affetto della memoria, 1971)
4. Che me ne importa a me  3'36"  (nuova registrazione)
5. Ricordando con tenerezza  3'15" (registrazione del lp rca 10468 del 1970 diversa dal 45 giri 1969 ).
6. Libero  2'44"  (testo di Franco Migliacci, musica di Domenico Modugno; nuova registrazione)

### Disco 5 (sfondo rosso)
LATO A
1. Amara terra mia  3'18"  (testo di Domenico Modugno e Enrica Bonaccorti, musica tradizionale, rielaborata da Domenico Modugno; registrazione da Con l'affetto della memoria, 1971)
2. Io, mammeta e tu  3'56"  (testo di Riccardo Pazzaglia, musica di Domenico Modugno; nuova registrazione)
3. Tu si 'na cosa grande  2'06"  (testo di Silvio Gigli, musica di Domenico Modugno; nuova registrazione)
4. La sveglietta  2'28"  (musica di Franco Nebbia, testo di Domenico Modugno) (registrazione da Con l'affetto della memoria, 1971)
5. 'Nisciuno po' sape' 2'08"  (testo di Riccardo Pazzaglia, musica di Domenico Modugno; nuova registrazione)
6. E vene 'o sole 2'34"  (testo di Riccardo Pazzaglia, musica di Domenico Modugno; nuova registrazione)

LATO B
1. Sceccareddu 'mbriacu 3'15"  (registrazione da Con l'affetto della memoria, 1971)
2. Notte chiara  3'45"  (nuova registrazione)
3. 'na musica  2'10"  (testo di Domenico Modugno, musica di Domenico Modugno e Alberto Pugliese; nuova registrazione)
4. Simpatia  3'10"  (registrazione dal 45 giri Come hai fatto/Simpatia, 1969)
5. Il cavallo cieco della miniera  3'28"  (registrazione da Domenico Modugno, 1970)
6. Più sola  2'33"  (testo di Franco Migliacci, musica di Domenico Modugno; nuova registrazione)

### Disco 6 (sfondo bianco)
LATO A
1. Dopo lei  4'13"  (registrazione dal 45 giri Dopo lei/Meraviglioso, 1971)
2. Nuda  2'03"  (nuova registrazione)
3. Si si si  2'17"  (registrazione da Domenico Modugno, 1968)
4. Dio come ti amo!  2'33" (nuova registrazione)
5. Domani si comincia un'altra volta 4'35"  (testo di Cristiano Minellono, musica di Domenico Modugno e Umberto Balsamo nuova registrazione rispetto al 45 giri)
6. Se Dio vorrà 1'59"  (testo di Pietro Garinei e Sandro Giovannini, musica di Domenico Modugno; nuova registrazione)

LATO B
1. Meraviglioso 4'07"  (testo di Riccardo Pazzaglia, musica di Domenico Modugno; registrazione dal 45 giri Dopo lei/Meraviglioso, 1971)
2. Giovane amore  3'05"  (nuova registrazione)
3. E Dio creò la donna  2'26"  (testo di L. Capello e Enrica Bonaccorti, musica di Domenico Modugno e Piero Pintucci; nuova registrazione)
4. Orizzonti di gioia  2'20"  (testo di Pietro Garinei e Sandro Giovannini, musica di Domenico Modugno; nuova registrazione)
5. Non piangere Maria  2'39"  (testo di Mario Castellacci, musica di Domenico Modugno; nuova registrazione)
6. Buon Natale a tutto il mondo  2'10"  (testo di Riccardo Pazzaglia, musica di Domenico Modugno; nuova registrazione)